# NGC 4690
NGC 4690 је елиптична галаксија у сазвежђу Девица која се налази на NGC листи објеката дубоког неба.
Деклинација објекта је - 1° 39' 22" а ректасцензија 12h 47m 55,5s. Привидна величина (магнитуда) објекта NGC 4690 износи 12,9 а фотографска магнитуда 13,9. NGC 4690 је још познат и под ознакама UGC 7964, MCG 0-33-12, CGCG 15-21, PGC 43202.